# Jonathan Ball (virólogo)
Jonathan Kelvin Ball es profesor de virología molecular en la Universidad de Nottingham. Su investigación se relaciona con virus emergentes, vacunas y tratamientos virales e infecciones transmitidas por la sangre. También es director del Centro para la Investigación Global de Virus en la Universidad de Nottingham.
Se graduó de la Politécnica de Bristol con una licenciatura en Ciencias Biológicas Aplicadas en 1987 y completó su doctorado en virología en la Universidad de Warwick en 1994. 